# Courmont (Górna Saona)
Courmont – miejscowość i gmina we Francji, w regionie Burgundia-Franche-Comté, w departamencie Górna Saona.
Według danych na rok 1990 gminę zamieszkiwało 91 osób, a gęstość zaludnienia wynosiła 14 osób/km² (wśród 1786 gmin Franche-Comté Courmont plasuje się na 652. miejscu pod względem liczby ludności, natomiast pod względem powierzchni na miejscu 681.).